# Îles Cies
Les Îles Cies (Illas Cíes en galicien et Islas Cíes en castillan) sont plusieurs îles, appartenant à la municipalité de Vigo, une ville de la communauté autonome espagnole de Galice, dans la province de Pontevedra. Elles forment un archipel situé dans l'embouchure de l'estuaire portant le même nom, dans les Rías Bajas (Rías Baixas en gallego). Cet archipel est composé de trois îles distinctes : l'île du Nord, appelée Monteagudo, l'île médiane, appelée Do Faro, et l'île du Sud, San Martiño. 
Les deux premières se rejoignent par une plage naturelle, la Praia de Rodas, et par un brise-lame artificiel. 
Toutes trois sont orientées selon un système de fractures terrestres parallèles à la côte, dans la direction nord-sud.
Elles se trouvent à 14,5 kilomètres de la ville de Vigo, d'où l'on peut y accéder grâce au passage régulier d’un ferry. On peut également y accéder depuis la ville de Baiona, un peu plus au sud. 
Les Îles Cíes ont été déclarées réserves naturelles en 1980, et incluses dans le parc national des Îles Atlantiques de Galice, créé en 2002. Il s'y trouve en effet une importante biodiversité, de nombreuses espèces végétales et animales de toutes sortes.
En février 2007, le journal britannique The Guardian a élu la plage de Rodas, sur l'île de Monteagudo, comme « plus belle plage du monde ».
En novembre 2013, la municipalité de Vigo a engagé une procédure visant à inclure les Îles Cies dans le patrimoine de l'Humanité, procédure qui reste actuellement sans réponse de la part de l'UNESCO. La Municipalité de Vigo, qui possède l'archipel des Cíes, a déjà avancé une partie des 200 000 euros nécessaires à la constitution du dossier. Elle a plaidé auprès de l'UNESCO en invoquant les « excellentes » valeurs écologiques et environnementales des îles Cíes. Le maire de Vigo, Abel Caballero, a déclaré qu'elles étaient « une enclave naturelle des valeurs universelles, un joyau inégalable au milieu de la civilisation ».

## L'archipel

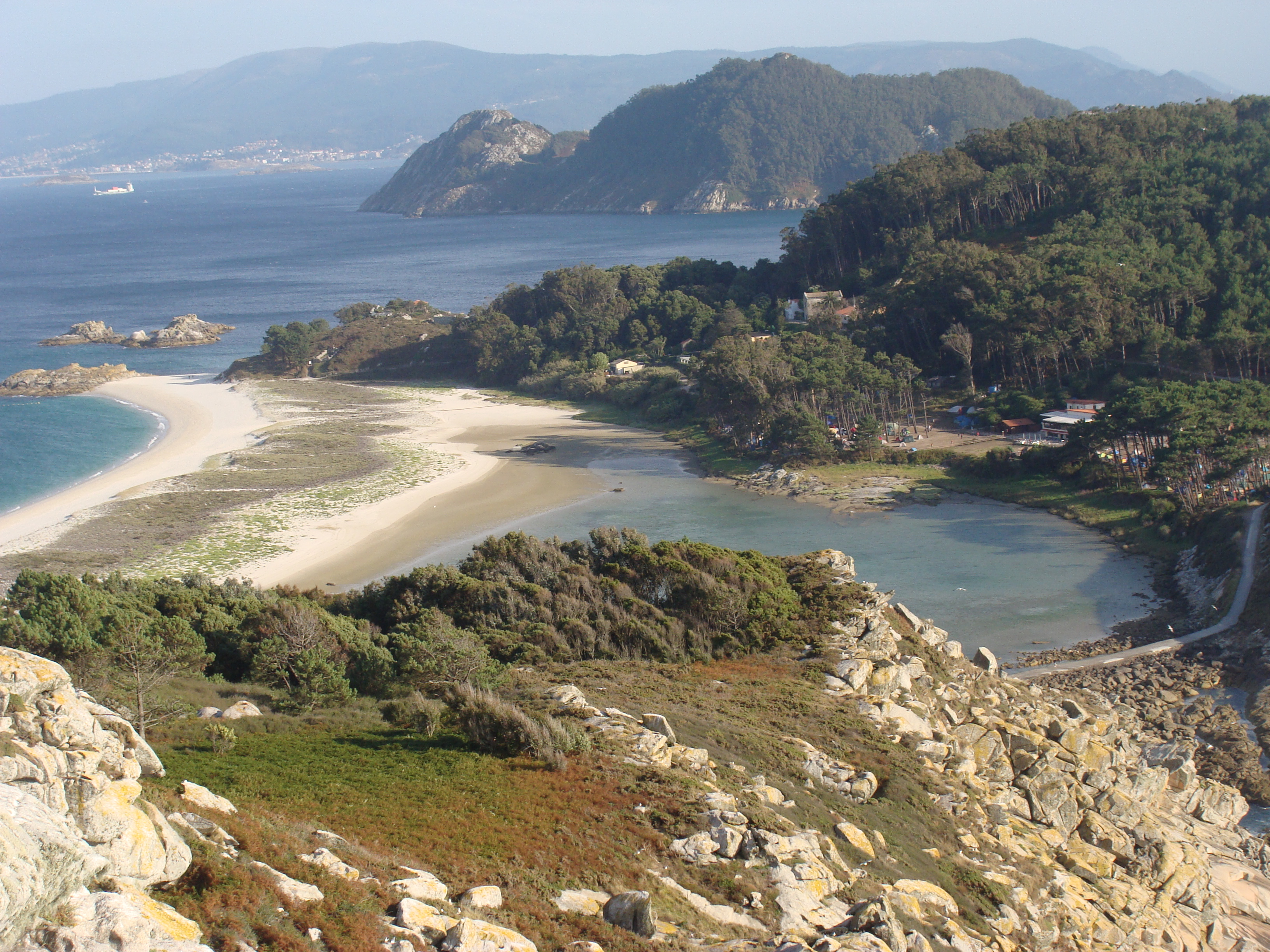
L'archipel des Îles Cies.

L'archipel est composé de trois larges îles : l'île du Nord (Illa Norte, en gallego) est appelée Illa Monteagudo, l'île « médiane » (Illa do Medio) est appelée Illa Do Faro (littéralement « Ile du Phare ») et l'île du Sud (Illa Sur) est nommée Illa San Martiño. 
L'île de Monteagudo est séparée de la côte par le canal orienté nord-sud, et de l'île de San Martiño par une étendue d'eau d'environ 500 mètres, appelée Freu da Porta. Cependant, l'île du Phare est attachée à l'île du Nord par une plage naturelle de sable, qui forme la plage de Rodas, longue de 1 200 mètres.
Le plus haut sommet de l’archipel se situe sur l'île de Monteagudo, sur l'Alto das Cíes, haut de 197 mètres, avec une superficie de 434 hectares.
La formation géologique de l’archipel est datée de la fin du Tertiaire, lors de l'affaissement de certaines parties de la côte qui ont plongé dans la mer. Les îles sont montagneuses, présentant en leur centre des falaises presque verticales de plus de 100 mètres, ainsi que de nombreuses grottes (furnas) formées par l'érosion de la mer et du vent. Les côtes sont plus douces, couvertes de forêts et de maquis, et de quelques plages d'un sable très fin. 
La faune et la flore des Îles Cíes sont très variées, l'archipel abritant une vaste biodiversité d'espèces de fleurs, d'arbres et d'arbustes, d'oiseaux, de mammifères…
L'archipel des Cíes est inclus dans le parc national des Îles Atlantiques de Galice institué en 2002, qui regroupe également les îles Ons, toutes proches de là, l'île de Sálvora et celle de Cortegada (l'île de Tambo et l'archipel de Sisargas prétendent aussi à l'intégrer). L'écosystème entier de ce parc abrite ainsi plus de 200 espèces d'algues marines, et de nombreuses espèces de mollusques, d'anémones et de coraux.

## Flore

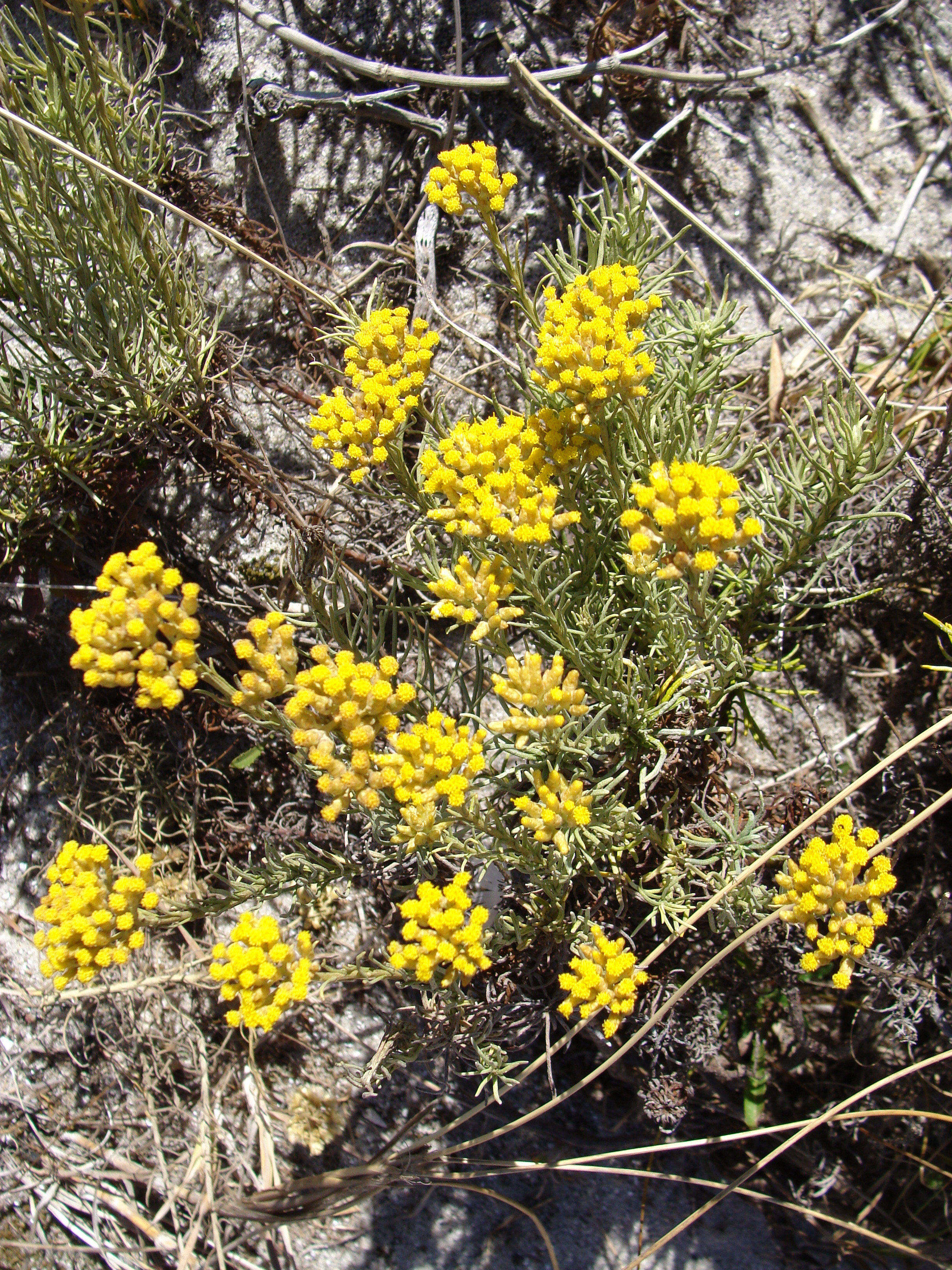
L'Immortelle d'Italie (Helichrysum italicum) est une plante à fleurs méditerranéenne, présente sur les Îles Cies.

Les sous-bois se composent essentiellement de plantes autochtones de type Fabaceae, de fougères, de Thymèles, de Cistes, d'ajoncs… Les forêts de l'archipel ont pourtant souffert de véritables modifications, et certaines espèces comme le figuier, ou le chêne tauzin, ont presque disparu de l'île. Afin de combler le vide, des pins et des eucalyptus ont été replantés par la suite, sur près du quart de la superficie du parc. Cependant, les vents forts propres à cette côte, ainsi que l'altitude, rendent difficile la culture d'arbres sur l'archipel. Ainsi, on y trouve beaucoup d'arbustes et de buissons d'espèces diverses.
Sur les dunes, les plages et les falaises se maintiennent certaines espèces, dont certaines sont endémiques sur le littoral galicien et portugais, typiques de ce genre de côtes, aptes à survivre à des conditions météorologiques extrêmes. On note par exemple la présence de plantes telles que l'Armeria pungens, qui est en voie d'extinction, ou de Corema album, qui n'est retrouvée qu'en Galice, au Portugal, en Andalousie et en Aquitaine. 
Dans les lagunes, on rencontre des plantes communes aux zones marécageuses, comme le roseau.

## Faune

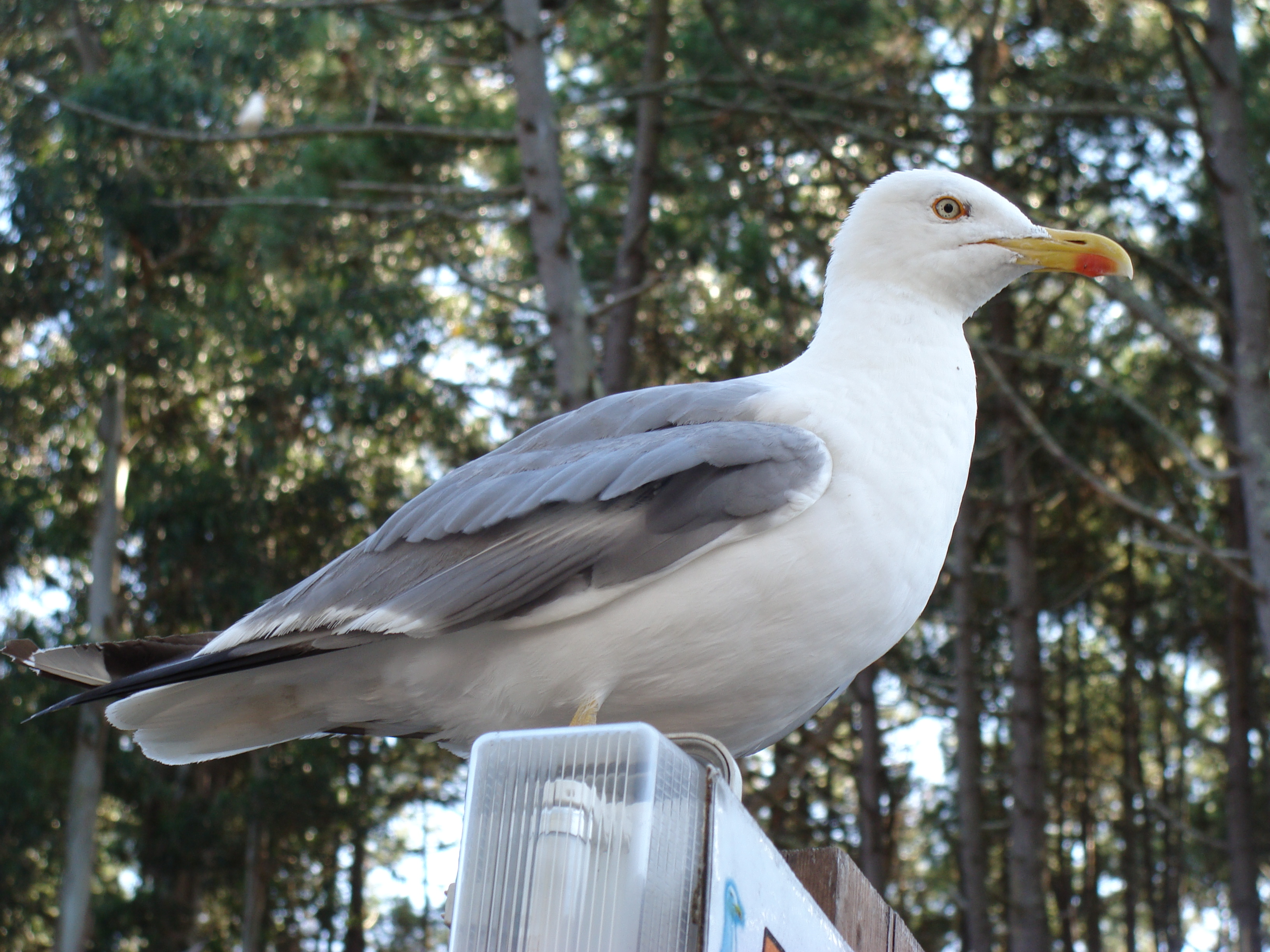
Un goéland leucophée des Îles Cies.

Les 22 000 couples de goélands leucophée présents sur l'archipel forment la plus grande colonie au monde de cette espèce, dominante dans les Îles Cies. Vient ensuite le cormoran huppé, avec 2 500 couples, et la mouette tridactyle, avec seulement 20 couples recensés. En 1960, 400 couples d'individus de l'espèce Uria aalge albionis vivaient sur l'archipel, dont ils ont aujourd'hui quasiment disparu. Il s'y trouve également de nombreux autres spécimens de rapaces, de Colombes, de Puffins, de Fous de Bassan, de Tourterelles, de Pics, et d'autres oiseaux de différentes sortes, nichant pour la plupart dans les arbres et les falaises. Quelques espèces d'oiseaux y font aussi halte lors de leur migration. Sur l'Alto da Campá (sur l'île du Phare) et sur le Faro faire Peito (sur l'île de San Martiño), deux massifs rocheux, se trouvent d'ailleurs des observatoires ornithologiques, mis à disposition des visiteurs. Sur l'île du Phare se trouve également une classe nature, où sont enseignées les différentes espèces que comptent les trois îles.

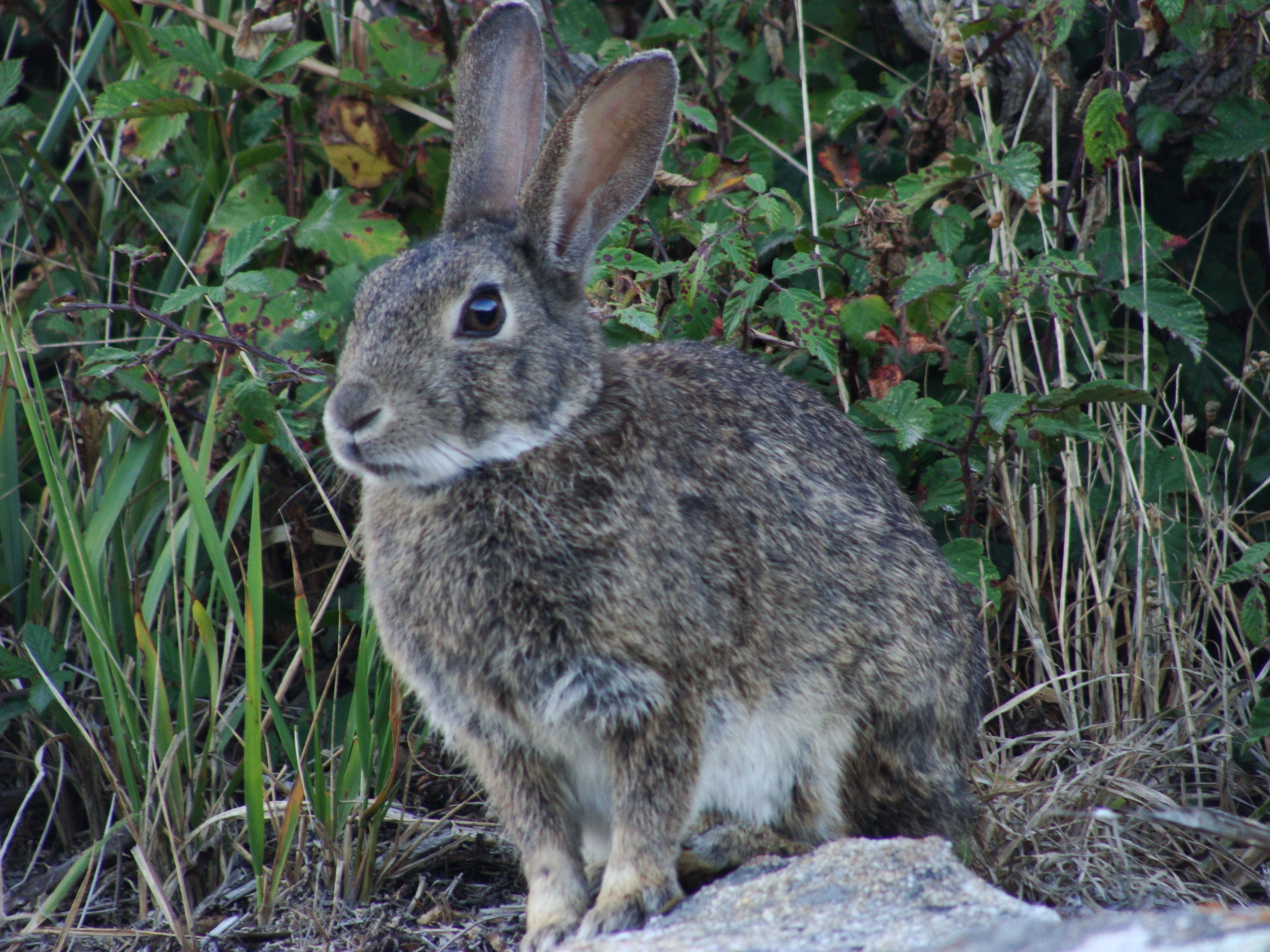
De petits mammifères abondent dans l'archipel, tels que le lapin commun.

Le lapin, le hérisson et la loutre sont les seuls mammifères à vivre dans l'archipel, avec les musaraignes, les campagnols et les chauves-souris, ainsi que quelques autres espèces de taille moindre et de quantité plutôt rare. De nombreux reptiles complètent cependant cette liste, représentés par divers types de lézards, d'individus du groupe Lacertilia et de serpents. On y trouve aussi des amphibiens (Dans une moindre mesure, à cause de la rareté de plans d'eau douce), des salamandres, et des invertébrés tels que des escargots, des coléoptères, des araignées et des papillons.

## Fonds marins
La zone sous-marine de l'archipel constitue aujourd'hui l'un des écosystèmes les plus riches de la côte galicienne. Elle se remarque notamment par la présence abondante d'un immense bosquet aquatique de varech. 

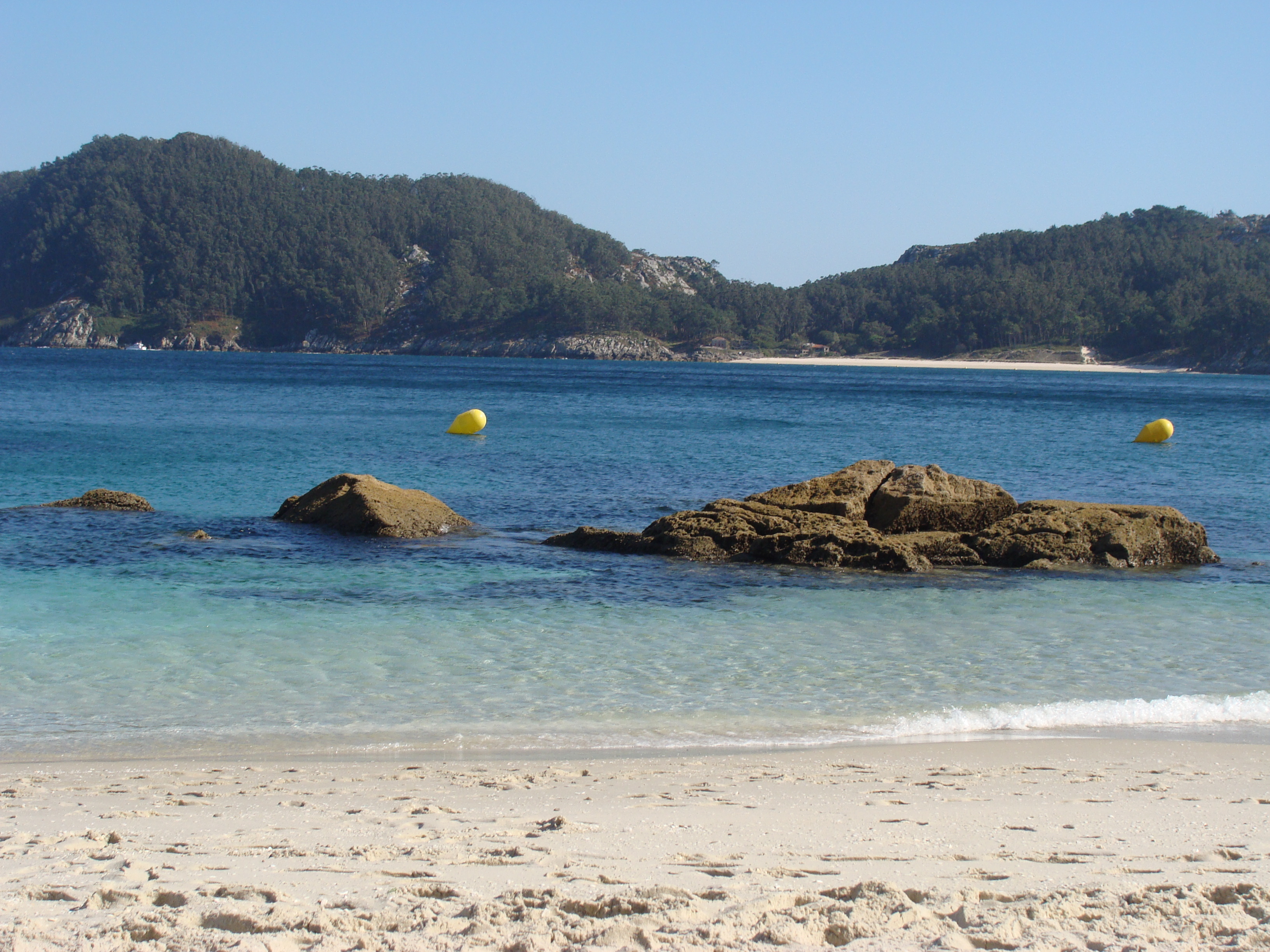
Les eaux peu profondes des lagons recèlent des espèces aquatiques diverses et variées.

Le périmètre des îles possède différents types d'environnement : ainsi, les falaises, exposées à de fortes vagues, sont envahies de bernaches et de moules. Dans la partie sous-marine, très caillouteuse, il se trouve de nombreux crabes, araignées de mer, homards et poulpes. Les zones sableuses se trouvant dans les aires protégées hébergent des mollusques bivalves, des turbots, des plies et des soles, épargnés par la pêche. Les zones rocheuses, à l'intérieur des îles, elles aussi protégées, sont peuplées de véritables « forêts » d'anémones et d'oursins. 
Habituellement, les eaux entourant l'archipel sont régulièrement visitées par des dauphins, des baleines, et des tortues de mer de différentes sortes. 
Le système de circulation des eaux, qui entrent et sortent des estuaires de Galice, ainsi que le mélange des eaux douces et salées, favorisent la concentration de nutriments et de micro-organismes, qui constituent une source de nourriture pour les espèces marines vivant autour de l'archipel.
Des vestiges archéologiques ont été retrouvés dans les fonds marins des îles Cies, tels que plusieurs navires qui auraient coulé tout près des côtes. Cela est entre autres dû à l'établissement d'un grand nombre de pirates et de corsaires dans l'archipel et aux alentours, dès le XVIe siècle. 

## La réserve naturelle
En 1980, les îles Cíes ont été déclarées réserve naturelle, en raison de la haute valeur naturelle de leurs espaces, de l'importante biodiversité qui s'y trouve, et de la rapide détérioration dont elles ont été victimes en raison des activités humaines, qui ont proliféré durant les années qui ont suivi l'arrivée massive de touristes. Durant des années, la protection juridique de l'archipel s'est peu à peu modifiée, jusqu'à ce que, le 21 novembre 2001, le Parlement de Galice décide à l'unanimité de réclamer la déclaration des Cíes en tant que parc national. Le Congrès des députés a donné l'accord ultime, en juillet 2002, quant à la création du parc national maritime et terrestre des Îles Atlantiques de Galice, formé par l'ensemble des archipels et des îles que sont les Cíes, les îles Ons, Sálvora, Noro, Vionta, Cortegada et Malveiras.

## Situation écologique actuelle
Malgré la protection de l'archipel par la Junte de Galice, soucieuse de préserver son importante valeur écologique, celui-ci est affecté, comme le reste de la côte de Galice, par de nombreux problèmes d'ordre environnemental tels que l'inquiétante pollution que l'industrie et la pêche produisent encore. L'activité industrielle est importante, et l'intense trafic que génèrent le port commercial et le port de plaisance de la ville de Vigo font de cet estuaire l'un des plus contaminés par les métaux lourds en Galice. Le nombre élevé de plages sur les côtes de l'estuaire favorise aussi un important développement de coliformes fécaux. Beaucoup de ces plages perdent du sable à une vitesse excessive.
La côte galicienne est aussi une route majeure du trafic pétrolier. Certains de ces navires, adoptant un comportement irresponsable, nettoient leurs réservoirs près de l'archipel. En outre, les conditions météorologiques de la zone favorisent les accidents maritimes. Ainsi, l'huile déversée lors de ces accidents pollue aujourd'hui gravement l'estuaire.
Les catastrophes les plus récentes sont celles, entre autres, du Polycommander, qui, le 5 mai 1970, s'est échoué dans les Cies, tandis qu'il tentait d'entrer dans le port de Vigo, et a déversé 15 000 des 49 000 tonnes de pétrole brut léger qu'il transportait. On note aussi le naufrage de l'Urquiola, qui s'est échoué à La Corogne en 1976 et a déversé 20 000 tonnes de pétrole brut, celui du Andros Patria en 1978, près du cap Ortegal, déversant 200 000 tonnes de pétrole et tuant 34 des 37 membres d'équipage ; ou, encore, celui du  Prestige, en 2002, l'une des plus grandes catastrophes qu'aient connues les côtes de Galice. 

### Le naufrage duPrestige
Le Prestige est un pétrolier construit au Japon, immatriculé aux Bahamas, qui transitait alors entre la Lettonie et Gibraltar. Le 13 novembre 2002, il lance un appel de détresse alors qu'il est pris dans une tempête, au large du cap Finisterre. Dans son flanc droit s'ouvre alors une brèche longue de 50 mètres. Si la cause de cet accident n'est pas officiellement connue, les témoignages des marins laissent penser à une collision avec un conteneur, un objet flottant, ou à une vague scélérate. Après avoir perdu 4 000 tonnes de fioul lourd, la coque du Prestige ne se brise entièrement que le 19 novembre 2002, avant de sombrer, et de perdre 40 000 des 77 000 tonnes de fioul qu'il transportait. Il s'agit donc, selon ces chiffres, de la plus grande catastrophe de ce type qu'aient dû supporter les zones touchées : la Galice, le Portugal, mais aussi une partie de la côte ouest de la France, le Pays basque, les Landes, l'Aquitaine et la Bretagne, subissent une marée noire gigantesque qui souille gravement les bords de mer. 
Afin de limiter les dégâts déjà causés, un sous-marin Nautile est envoyé à proximité de l'épave du Prestige, coulé par 3 500 mètres de fond, afin de sonder l'étendue des fissures, après quoi le groupe Repsol lance un dispositif de perçage sur le navire, visant à recueillir le reste du fioul dans des poches, récupérées en surface.
Les dégâts sont considérables. Durant des mois, les pêcheurs, mareyeurs et cueilleurs galiciens restent privés de leur travail. Le fioul lourd, du même type que celui que l'Erika transportait, est particulièrement visqueux, mais, s'il est moins toxique à court terme que l'essence et le gazole, la diffusion lente de ses composés, toxiques et cancérigènes, le rend extrêmement dangereux à long terme, polluant pour de longues durées les eaux et sédiments. 
Si le bilan de cet incident est difficile à estimer, plusieurs milliers d'oiseaux marins, de poissons, de crustacés, de mammifères, de plantes diverses ont été durement touchés par le fioul, que des équipes de nettoyage ont tenté sans relâche de nettoyer durant des mois. Plus de dix ans après les faits, les roches des côtes de Galice sont encore marquées par leur submersion sous la marée noire. Des traces sombres visibles sur les sédiments du littoral Galicien témoignent de la très lente désintégration du fioul lourd. 
L'archipel des Iles Cies étant un poste avancé du littoral de Galice, on peut supposer qu'il fut très durement touché par la catastrophe. En 2012, les estimations de son impact sur la biodiversité de la zone sont encore floues car l’étude de ses conséquences sur les divers organismes contaminés n'est réalisable qu'à long terme.

## Histoire
Les Romains ont baptisé les Îles Cíes « îles des dieux », après la conquête et la soumission de la péninsule Ibérique, de 218 à 19 av. J.-C., au profit de l'Empire romain. 

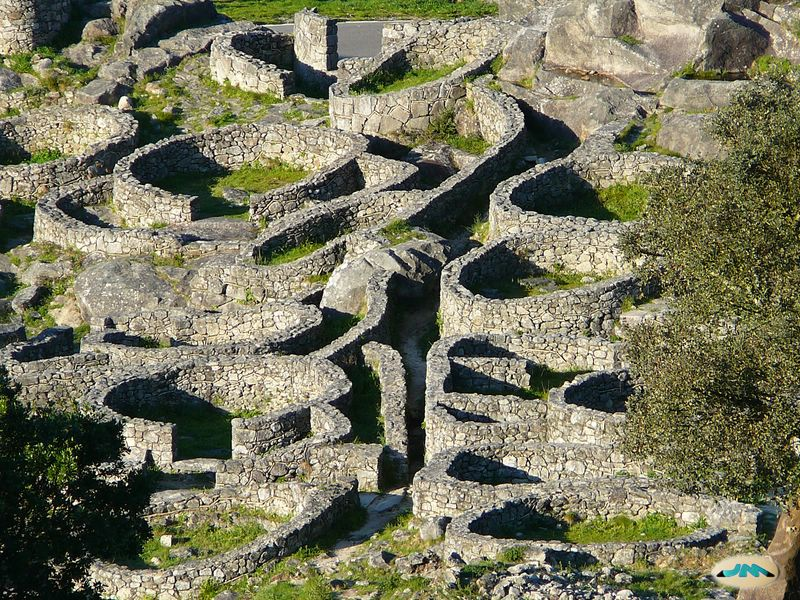
Les castros, villages fortifiés aux origines celtiques.

Durant l'Antiquité, elles furent pourtant appelées Siccae, les îles « sèches ». Depuis les temps anciens, les Hommes ont visiblement
visité et habité les différentes îles, comme le prouvent des vestiges archéologiques, datant la présence de l'Homme en 3500 av. J.-C., si bien que le reste de la première colonie humaine retrouvée est un castro (« fort, fortification », très commun en Galice, aux inspirations fortement celtiques) datant de l'âge du fer. Il existe également des preuves de la présence d'un castro durant l'âge du bronze (entre 500 et 100 av. J.-C.), situé sur les pentes du Monte Faro.
Les Romains ont eux aussi traversé l'archipel, laissant derrière eux certains restes précieux tels qu'un anneau d'or daté du IIe siècle, ainsi que des amphores, des poteries et divers outils, exposés aujourd'hui au musée de Pontevedra. Certaines légendes mentionnent la présence même de Jules César, lors de sa lutte contre les Herminiios. 
Au Moyen Âge, les îles étaient habitées par des moines d'ordres divers, ainsi que par des Normands. Au XIe siècle, on note par exemple la présence des Bénédictins, qui ont abandonné cet emplacement, pour y retourner dès le XIIIe siècle. Au XIVe siècle, les Franciscains s'y installent. Les preuves de ces diverses occupations résident dans les monastères de San Estevo, sur les îles Do Faro et San Martiño, ainsi qu'une fabrique de salage[pas clair], sur laquelle se trouve à présent un restaurant. 
En raison de leur proximité avec la ville de Vigo, les îles Cíes ont été fréquemment attaquées, et utilisées comme base pour les pirates turcs et normands, ou encore par Francis Drake, qui a dévasté la Ria de Vigo durant les assauts qu'il a menés dans la région. Cette situation, quelque peu précaire, perdure jusqu'au XVIIIe siècle, conduisant à l'exode des populations et des moines occupant l'archipel.
Au milieu du XIXe siècle, un premier phare est construit, sur l'île Do Faro, par les quelques familles qui vivent alors dans l'archipel. Celles-ci, originaires du Comarque d'El Morrazo (O Morrazo), ont décidé de rejoindre les îles afin de pêcher et d'élever chèvres et moutons. 
Dans les années 1970, l'archipel est finalement dépeuplé. Dès les années 1980, il deviendra petit à petit une destination de repos pour beaucoup de jeunes de la région, provenant de villes telles que Vigo ou Baiona, recherchant un retour à la nature, la mer, le soleil et la liberté, loin des principes sociaux et de leurs propres familles.
La présence massive de voyageurs sur les îles, ainsi que la lourde activité industrielle qui se développe en Galice, ne tardent pas à agresser 
l'environnement de l'archipel, qui se dégrade très rapidement. Aujourd'hui[Quand ?], l'accès à l'archipel est limité, au nombre de 2 200 personnes par jour, et seuls certains gardiens du parc y résident véritablement.
Les Cies ont également été les témoins de nombreuses tragédies humaines. Ainsi, en 1956, le navire Ave do Mar de Moaña s'échoue, causant la mort de 26 membres de l'équipage. 
Au matin du 28 janvier 1978, un bateau-congélateur s'échoue lui aussi sur les côtes de l'archipel. Pendant plus de douze heures, neuf membres 
d'équipage se sont accrochés aux rochers, avant d'être sauvés, tandis que 27 marins sont portés disparus. 
En 1980, l'archipel est déclaré parc naturel, et, dès 1984, il devient la propriété de la Junte de Galice.